# Чезано-Босконе
Чеза́но-Боско́не (итал. Cesano Boscone, ломб. Cesan / Cesan Boscon) — город в Италии, в провинции Милан области Ломбардия.
Население составляет 23 309 человек (на 2004 г.), плотность населения составляет 8027 чел./км². Занимает площадь 3 км². Почтовый индекс — 20090. Телефонный код — 02.
Покровителями коммуны почитаются Пресвятая Богородица, празднование в третье воскресение сентября, и святой Иоанн Креститель, празднование 24 июня.